# Abbaye Notre-Dame-de-Fidélité de Jouques
Pour les articles homonymes, voir Abbaye Notre-Dame.
 (mars 2024).
Si vous disposez d'ouvrages ou d'articles de référence ou si vous connaissez des sites web de qualité traitant du thème abordé ici, merci de compléter l'article en donnant les références utiles à sa vérifiabilité et en les liant à la section « Notes et références ».
L’abbaye Notre-Dame-de-Fidélité est un monastère de moniales bénédictines situé chemin du Pey de Durance à Jouques dans les Bouches-du-Rhône, à proximité d'Aix-en-Provence.

## Historique

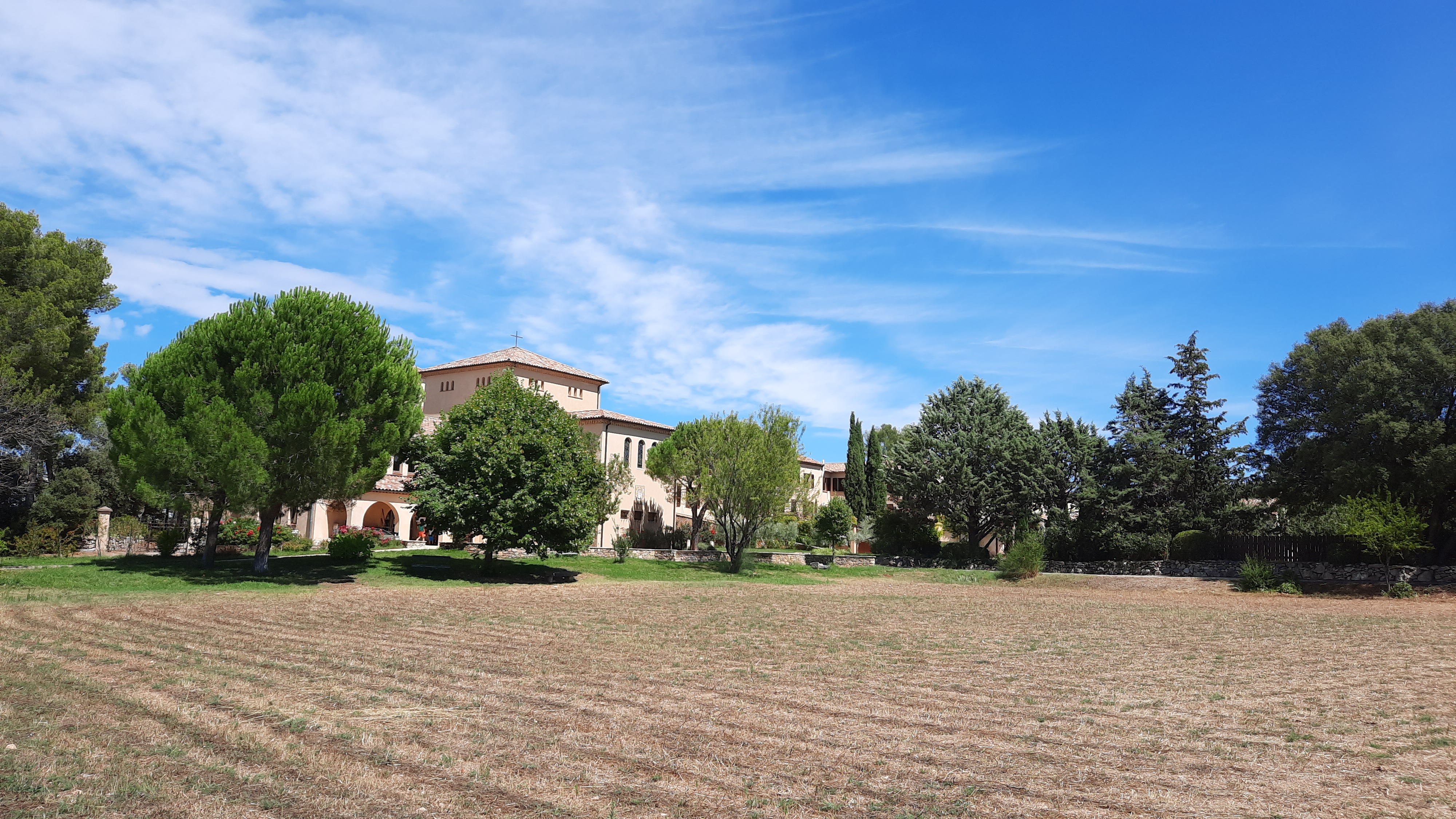
Vue de l'abbaye à l'été 2021.

Fondé en 1967, par des moniales issues de l'abbaye Saint-Louis du Temple de Limon (Essonne), le couvent devient prieuré autonome en 1970. En 1981, la communauté est élevée au rang d'abbaye et la prieure, Mère Gabrielle de Trudon, devient la première abbesse. La croissance de la communauté va lui permettre de fonder en 1991 l'abbaye Notre-Dame de Miséricorde à Rosans dans le diocèse de Gap, puis le monastère Notre-Dame de l'Écoute au Bénin (Pèporiyakou, diocèse de Natitingou), en 2005.
Le 17 mars 2011, l'abbesse ayant remis sa charge, les moniales élisent Mère Teresa Dardaine comme deuxième abbesse ; celle-ci reçoit le 26 mai la bénédiction abbatiale des mains de Christophe Dufour, archevêque d'Aix-en-Provence.
La troisième abbesse de Jouques, Mère Marie Monique Guttin, a été élue le 3 août 2017. Elle a reçu la bénédiction abbatiale le 6 août, en la fête de la Transfiguration, des mains de Christophe Dufour. En 2021, la communauté compte quarante-deux sœurs, âgées de 26 à 82 ans.
En 2018, l'ingénieur du son américain John Anderson, neveu d'une des moniales, forme avec des collègues techniciens du son le projet d'enregistrer intégralement la liturgie bénédictine grégorienne durant les trois années du cycle liturgique catholique. L'équipe met ensemble au point en mars 2019 le projet technique d'enregistrement des sept offices quotidiens de la Liturgie des Heures, l'ensemble constituant environ 8 000 heures d'enregistrement. Pour ce faire, huit micros à haute sensibilité sont placés dans l'abbatiale, et un système d'enregistrement et de transfert des fichiers est mis en place. À partir d'avril 2019, l'enregistrement commence et doit durer jusqu'en avril 2022

## L'église
L'autel majeur, dédié à Notre Dame de Fidélité, contient les reliques des saints suivants :
- Saint Just de Bretenières
- Saint Antoine
- Saint Carol Lwanga et ses compagnons
- Sainte Agathe
- Saint Louis roi de France
- Sainte Anne
- Sainte Marie-Salomé
- Sainte Marie-Madeleine

Sous l'autel majeur se trouvent les reliques des saints suivants :
- Saint Célestin
- Saint Donat
- Saint Innocent
- Saint Bénigne
- Saint Jucunde
- Bienheureuse Bénédicte
- Saint Siffrein

## Produits monastiques
Les religieuses cultivent de nombreux fruits et légumes et proposent à la vente une partie de leur production en fonction des saisons sous forme directe (amandes, pois chiches, miel, divers fruits et légumes...) ou transformée (vin rouge ou rosé, tapenade, huile d'olive, confitures...).
Par ailleurs les religieuses cultivent également du lavandin et proposent à la vente savons ou eaux de toilette.
Enfin, l'abbaye héberge un atelier d'enluminures. Des originaux ou reproductions de leurs réalisations sont proposés au magasin.
En 2021, à la suite des restrictions sanitaires liées au Covid-19, l'abbaye s'associe avec la Divine Box afin de commercialiser sa première cuvée de rosé, ce dernier ne pouvant être conservé sur une trop longue période.